# 마르쿠스 네슬룬드
마르쿠스 스텐 네슬룬드(스웨덴어: Markus Sten Näslund, 1973년 7월 30일~)는 스웨덴의 전직 아이스하키 선수로 현역 시절 포지션은 레프트윙이었다. 내셔널 하키 리그(NHL)의 피츠버그 펭귄스, 밴쿠버 커넉스, 뉴욕 레인저스 소속으로 뛰었다.
모도 하키의 유소년팀에서 아이스하키를 시작했으며 1990년에 1군이 되어 프로 아이스하키 경력을 시작했다. 1991년 NHL 드래프트에서 피츠버그의 지명을 받았으며 1993-93 시즌부터 NHL에서 뛰기 시작했다. 1996년에 밴쿠버 커넉스로 트레이드되어 12년 동안 활약했으며 이 중 8시즌을 팀의 주장으로 활약했다. 그는 7시즌 연속으로 커넉스의 최고 득점자가 되었으며 2002, 2003년, 2004년 연속으로 NHL 올스타로 선정되었다. 2003년에는 NHL 선수 협회 선정 우수 선수상인 레스터 B. 피어슨 상을 받았으며 하트 메모리얼 트로피, 아트 로스 트로피, 모리스 "로켓" 리샤르 트로피 수상 후보 득표 2위에 올랐다. 이 밖에 밴쿠버 커넉스 자체 MVP상인 사이클론 테일러 트로피 5회, 밴쿠버 캐넉스 최다 득점자에게 주는 사이러스 H. 매클런 트로피를 7회 연속으로 받았다. 2008년에는 커넉스를 떠나 뉴욕 레인저스와 계약을 맺고 한 시즌 동안 뛴 후 NHL을 떠났다. 2010년 12월에는 스탠 스마일과 트레버 린든의 뒤를 이어 밴쿠버 커넉스 역사상 3번째로 등 번호가 영구 결번으로 지정되었다.
국제 대회에서는 스웨덴 대표팀의 일원으로 뛰었으며 올림픽 1회, 세계 선수권 대회 4회, 월드컵 2회, 세계 주니어 선수권 대회 2회, 유럽 주니어 선수권 대회 2회 참가했다. 그는 세계 주니어 선수권 대회에서 2회 연속으로 은메달을 획득했으며 1993년 세계 주니어 선수권 대회에서 13골을 넣으며 세계 주니어 선수권 단일 대회 최다 골 기록을 세웠다. 성인 국제 대회에서는 세계 선수권 대회 은메달 1개(1993), 동메달 2개(1999, 2002)를 획득했다.